# Líbano
Líbano – miasto w Kolumbii, w departamencie Tolima.